# Teddy at the Throttle
Teddy at the Throttle er en amerikansk stumfilm fra 1917 af Clarence G. Badger.

## Medvirkende
- Bobby Vernon som Bobbie Knight
- Gloria Swanson som Gloria Dawn
- Wallace Beery som Henry Black
- May Emory
- Blanche Phillips